# 1844
| 1844                                |
| ----------------------------------- |
| Dødsfald - Fødsler                  |
| • Begivenheder • Litteratur • Musik |

| Gregoriansk kalender | 1844 MDCCCXLIV          |
| Ab urbe condita      | 2597                    |
| Armensk kalender     | 1293 ԹՎ ՌՄՂԳ            |
| Kinesiske kalender   | 4540 – 4541 癸卯 – 甲辰 |
| Etiopisk kalender    | 1836 – 1837             |
| Jødisk kalender      | 5604 – 5605             |
| Hindukalendere       |                         |
| - Vikram Samvat      | 1899 – 1900             |
| - Shaka Samvat       | 1766 – 1767             |
| - Kali Yuga          | 4945 – 4946             |
| Iransk kalender      | 1222 – 1223             |
| Islamisk kalender    | 1260 – 1261             |

Konge i Danmark: Christian 8. 1839-1848
Se også 1844 (tal)

## Begivenheder
- Silkeborgs nyere historie begynder omkring 1844, da Michael Drewsen får tilladelse til at anlægge en papirfabrik ved Gudenåen

### Marts
- 21. marts - Bahá'í-kalenderen starter. Dagen fejres årligt som nytår af medlemmer af Bahá'í-troen under betegnelsen Náw-Rúz.

### Juni
- 15. juni - Vulkanisering af gummi patenteres af Charles Goodyear

### September
- 18. september – Jernbanen mellem Kiel og Altona – den første i det danske monarki – indvies. Banen blev bygget og drevet af Altona-Kieler Eisenbahn-Gesellschaft

### Oktober
- 22. oktober – dato forudset af William Miller til at blive Jesu genkomst, da dette ikke skete blev det betegnet "Den store skuffelse" af adventisterne

### December
- Datolinjen flyttes, så Filippinerne kommer på den asiatiske side i stedet for den amerikanske. Dette medfører, at Filippinerne går direkte fra 30. december 1844 til 1. januar 1845[1]

## Født
- 12. januar – Hans Christian Engelsen, dansk boghandler (død 1914).
- 18. marts – Nikolaj Rimskij-Korsakov, russisk komponist (død 1908).
- 24. juni - Hedevig Winther, dansk maler og forfatter (død 1926).
- 15. oktober – Friedrich Nietzsche, tysk filosof (død 1900).
- 22. oktober – Sarah Bernhardt, fransk skuespiller (død 1923).
- 25. november – Carl Friedrich Benz, tysk ingeniør, som i 1885 bygger verdens første i praksis anvendelige bil. (død 1929).
- 1. december – Prinsesse Alexandra, datter af den senere kong Christian 9. Hun bliver gift med den senere kong Edward 7. af England (død 1925).

## Dødsfald
- 8. marts – Jean Baptiste Bernadotte, konge af Sverige-Norge fra 1818 til sin død under navnet Karl XIV Johan (født 1763).
- 24. marts – Bertel Thorvaldsen, dansk billedhugger (født 1770).
- 27. juli – John Dalton, engelsk naturvidenskabsmand (født 1766).
- 12. oktober – Clas Livijn, svensk forfatter (født 1781).